# Spoorlijn Haarlem - Uitgeest
De spoorlijn Haarlem - Uitgeest - ook bekend als de Kennemerlijn - verbindt Haarlem met Uitgeest. De lijn is op 1 mei 1867 geopend.

## Geschiedenis
De aanleg van de spoorlijn heeft grote verbondenheid gehad met de aanleg van staatslijn K die hieraan min of meer gekoppeld was. In 1860 is besloten om vanuit de overheid zogenaamde Staatslijnen aan te leggen. Hieronder behoorde ook de verbinding Nieuwediep (thans Den Helder) - Amsterdam. Van deze spoorlijn kwam in 1867 het gedeelte tussen Nieuwediep en Uitgeest gereed. De aanleg van het traject Zaandam - Amsterdam zou nog meer dan tien jaar duren door de bouw van de Hembrug over het Noordzeekanaal. In tegenstelling tot de overige Staatslijnen zou deze lijn niet door de Staatsspoorwegen, maar door de HIJSM geëxploiteerd worden. Deze maatschappij legde zelf een spoorlijn aan van Uitgeest naar Haarlem die aansloot op de spoorlijn Amsterdam - Rotterdam (de Oude Lijn). Zo konden alsnog in 1867 de eerste treinen tussen Nieuwediep en Amsterdam rijden. Van Staatslijn K kwam in 1869 het traject Uitgeest - Zaandam gereed. Het duurde nog tot 1878 voordat Amsterdam zonder omweg bereikt kon worden.
Iets ten zuiden van de brug over het Noordzeekanaal werd in 1883 een aftakking naar IJmuiden geopend. Deze spoorlijn liep langs het kanaal naar het westen. Station Velsen-IJmuiden Oost werd hierbij splitsings- en overstapstation. In 1927 werd de spoorlijn Haarlem - IJmuiden geëlektrificeerd. Het traject Velsen-IJmuiden Oost - Uitgeest volgde in 1931.

### Tracékeuze

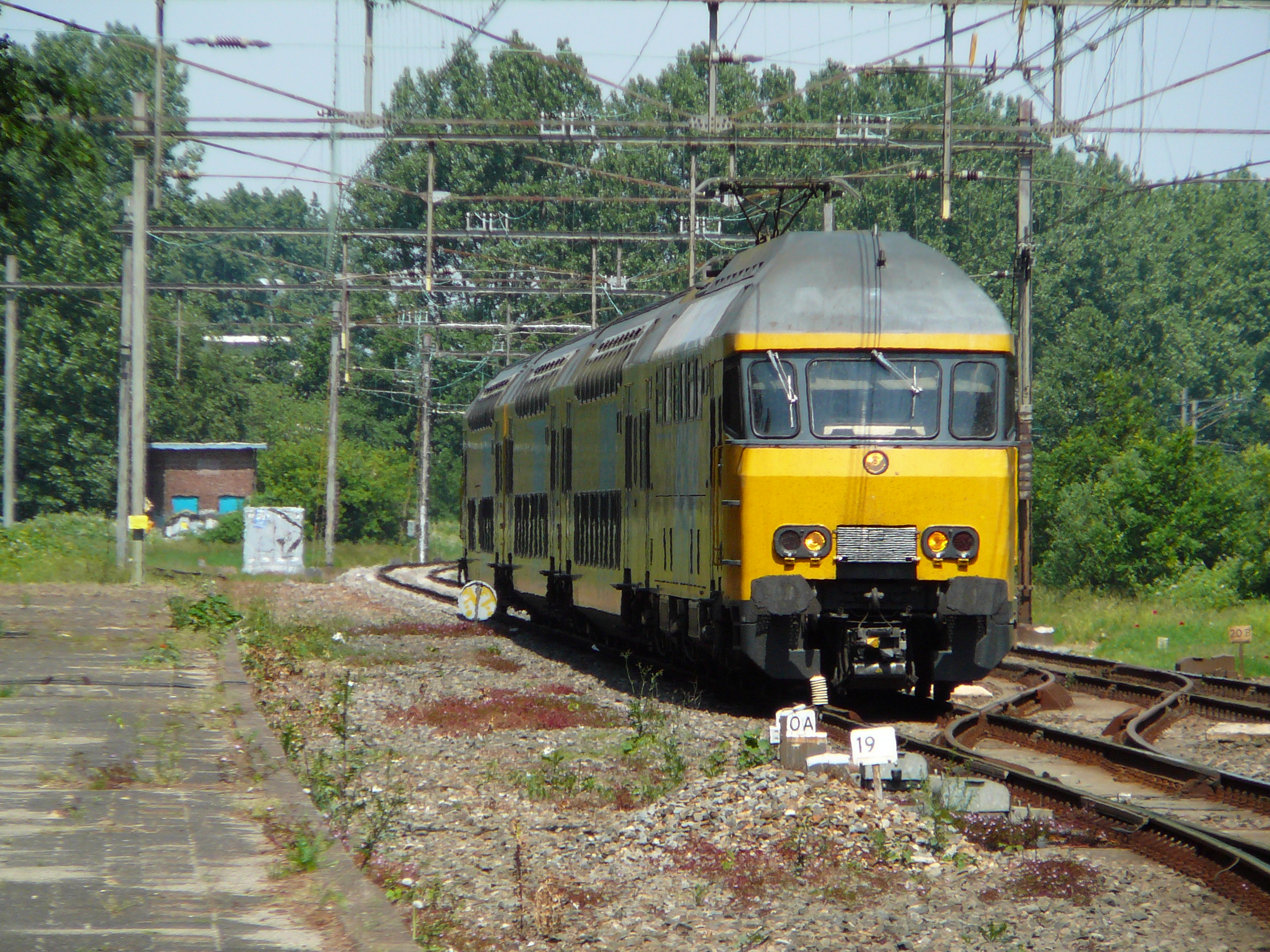
mDDM 7847 onderweg van Hoorn naar Haarlem bij doorkomst te Santpoort Noord. Links is het voormalige tracé van de aansluiting naar IJmuiden te zien, 2 juni 2007

Voordat het huidige tracé is aangelegd heeft een ander traject op de tekentafels gelegen. Dit tracé volgde vanaf Haarlem een zeer ruime boog, om ten westen van Bloemendaal in de Kennemerduinen aan te komen. De spoorlijn, die vrijwel geheel langs de duinrand geprojecteerd was, liep westelijk langs Velsen en Beverwijk en sloot bij Castricum aan op de staatslijn. Langs het traject was onder meer een station bij het gesticht Meer en Berg (later Provinciaal Ziekenhuis) geprojecteerd. Dit tracé werd ontwikkeld omdat er in die tijd vrijwel geen bewoning was tussen Haarlem en Castricum. Daarom wilde men langs het gesticht, waar veel reizigerspotentieel lag.

### Nieuw tracé door de Velsertunnel
Oorspronkelijk liep de lijn vanaf Santpoort rechtdoor ten westen van Driehuis en Velsen naar Beverwijk. Het Noordzeekanaal werd hierbij gekruist met de Velserspoorbrug. Met de toename van zowel het scheepvaart- als het spoorwegverkeer werd besloten de brug te vervangen voor een tunnel. In 1957 kwam de Velsertunnel gereed. De spoorlijn werd hiervoor enkele kilometers naar het oosten verlegd en liep voortaan ten oosten van Velsen. De aftakking naar IJmuiden, die dus nog een deel van het oude tracé volgde, werd bij het nieuwe station Santpoort Noord gerealiseerd. Het tracé ten noorden van het Noordzeekanaal bleef in gebruik ter ontsluiting van de Koninklijke Hoogovens, nu Tata Steel.
Langs het nieuwe traject werd ook een nieuw station Driehuis geopend. Dit werd in eerste instantie Driehuis Zuid genoemd, ter onderscheiding van het station Driehuis-Westerveld aan de bestaande lijn. Beverwijk kreeg in 1957 een nieuw stationsgebouw. Tussen 13 oktober 2014 en 21 november 2014 ging de Stichting Stoomtrein Goes - Borsele (SGB) aan de slag met het demonteren en weghalen van het oude spoortraject met de rails tussen Driehuis-Westerveld en voormalige splitsing boven Santpoort Noord. Ook werden de keerwanden van de zes overgebleven perrons langs dit deel van de lijn verwijderd.

## Dienstregeling
Na het gereedkomen van de Hembrug werd de spoorlijn Haarlem-Uitgeest min of meer een zijlijn van de spoorlijn Den Helder - Amsterdam. Lange tijd reden over het traject voornamelijk stoptreinen uit Amsterdam en Haarlem naar IJmuiden en Uitgeest. Daarnaast was de spoorlijn van belang voor het goederenvervoer. In eerste instantie was er vooral visvervoer vanuit IJmuiden, later kwam hier ook het vervoer van en naar de Hoogovens bij.
Met de invoering van de consequente dienstregeling bij Spoorslag '70 werd het traject opgenomen in het intercitynetwerk. Eenmaal per uur reed een intercity van Den Helder via Haarlem naar Amsterdam. Hiermee werd de oorspronkelijke verbinding uit de periode 1867-1878 hersteld. Eenmaal per uur startte deze intercity in Alkmaar. Op vrijdag reed een intercity van Den Helder naar Den Haag HS. Deze trein reed over de in 1904 aangelegde verbinding met de Oude Lijn en stopte dus niet in Haarlem. Ter compensatie konden reizigers overstappen in Bloemendaal. De stoptreinen reden voornamelijk tussen Haarlem en Alkmaar. De stoptreinen uit IJmuiden werden in Haarlem gecombineerd met de intercity.
De lijn valt onder tabel 13 in het spoorboekje.
Na de elektrificatie van het traject Heerhugowaard - Hoorn in 1974 reden de treinen die voorheen in Alkmaar begonnen en eindigden vanaf en tot Hoorn. De stoptreinen reden voornamelijk tussen Haarlem, IJmuiden en Uitgeest. Na de sluiting van de IJmondlijn in 1983 is de dienstregeling verder vereenvoudigd. De doorgaande treinen van en naar Hoorn rijden voortaan via Haarlem naar Den Haag Centraal en de stoptreinen rijden over het traject Uitgeest - Haarlem - Amsterdam. Het visvervoer is begin jaren '90 beëindigd. Vervoer van en naar de Hoogovens, inmiddels Tata Steel, vindt nog altijd plaats.
Dienstregeling 2008
Op het baanvak reden in 2008 stoptreinen vanuit Amsterdam via Haarlem naar Uitgeest, en sneltreinen vanuit Den Haag naar Alkmaar en Hoorn, die tussen Haarlem en Uitgeest alleen stopten in Beverwijk.
Dienstregeling 2012
Sinds de dienstregeling 2012, die inging op 11 december 2011, rijden twee intercitytreinen van Haarlem naar Alkmaar en Hoorn. Deze stopt tussen Haarlem en Uitgeest alleen op Beverwijk. Daarnaast rijdt er twee keer per uur een sprinter van Amsterdam Centraal naar Uitgeest, die op alle tussengelegen stations stopt.
Dienstregeling 2016
Met de dienstregeling van 2016, die inging op 13 december 2015, zijn de intercitytreinen die van Haarlem naar Hoorn reden geschrapt. Er rijdt alleen tijdens de ochtendspits een directe intercity van Alkmaar naar Haarlem met een tussenstop in Beverwijk en tijdens de avondspits van Haarlem naar Alkmaar. Elk half uur rijdt er een sprinter, in beide richtingen, van Amsterdam Centraal naar Hoorn via Beverwijk die stopt op alle tussengelegen stations met een stop van 5 tot 7 minuten op station Uitgeest en in Alkmaar een stop van 5 tot 8 minuten. 's Avonds rijdt deze sprinter een keer in het uur niet verder dan Alkmaar.
Dienstregeling 2017
De dienstregeling van 2017, die inging op 11 december 2016, zorgde op deze lijn niet voor grote veranderingen in vergelijking met de dienstregeling van 2016. De spitsintercity tussen Alkmaar en Haarlem stopt nu ook in Heiloo en Castricum. Naast deze intercity rijdt nog steeds 2x per uur een sprinter. Ook in de dienstregelingen van de jaren erna bleef de lijnvoering ongewijzigd. De spitsintercity is met ingang van dienstregeling 2023 geschrapt.
Huidige dienstregeling
| Serie | Treinsoort     | Route                                               | Bijzonderheden                                                                                  |
| ----- | -------------- | --------------------------------------------------- | ----------------------------------------------------------------------------------------------- |
| 3400  | Intercity (NS) | Haarlem – Beverwijk – Alkmaar                       | Rijdt alleen in de spits in de spitsrichting. Rijdt niet op vrijdag.                            |
| 4800  | Sprinter (NS)  | Amsterdam Centraal – Haarlem – Alkmaar – Hoorn      | Rijdt vanaf 20:00 uur één keer per uur tussen Alkmaar en Hoorn.                                 |
| 14800 | Sprinter (NS)  | Uitgeest – Beverwijk – Haarlem – Amsterdam Centraal | Rijdt enkel eenmaal in de late vrijdag- en zaterdagavond en alleen richting Amsterdam Centraal. |

## Stations en gebouwen
Overzicht van stations langs de lijn (cursief: voormalig station):
| Station               | Geopend | Huidig gebouw                                                            |
| --------------------- | ------- | ------------------------------------------------------------------------ |
| Haarlem               | 1842    | 1908, HIJSM, 2e gebouw, uniek ontwerp van Margadant                      |
| Kleverlaan            | 1888    | geen, station gesloten in 1900                                           |
| Bloemendaal           | 1900    | 1899, HIJSM, 1e gebouw, uniek ontwerp van Margadant                      |
| Santpoort Zuid        | 1867    | 1898, HIJSM, 2e gebouw, uniek ontwerp van Margadant                      |
| Kruidbergerweg        | 1888    | geen, station gesloten in 1900                                           |
| Santpoort Noord       | 1957    | 1958, NS, 1e gebouw, uniek ontwerp van Van der Gaast                     |
| Driehuis              | 1957    | geen, gebouw gesloopt in 1998                                            |
| Driehuis-Westerveld*  | 1885    | geen, gebouw gesloopt in 1950, station gesloten in 1998 en van 1983-1996 |
| Velsen Zeeweg*        | 1927    | geen, gebouw gesloopt in 2016, station gesloten in 1983                  |
| Velsen-IJmuiden Oost* | 1870    | geen, gebouw gesloopt in 1983, station gesloten in 1983                  |
| Velsen Hoogovens*     | 1931    | geen, station gesloten in 1957                                           |
| Beverwijk             | 1867    | 1960, NS, 2e gebouw, uniek ontwerp van Van der Grinten                   |
| Beijnes               | 1950    | geen, station gesloten in jaren 60                                       |
| Heemskerk             | 1969    | 1969, NS, 1e gebouw, uniek ontwerp van Waagmeester                       |
| Uitgeest              | 1867    | 2006, NS, 4e gebouw, uniek ontwerp van Woltjer                           |

- Deze stations waren gelegen aan het deel van de lijn dat naar de Velserspoorbrug liep. Met uitzondering van de stopplaats Velsen Hoogovens zijn deze stations nog in gebruik gebleven tot de sluiting van de IJmondlijn in 1983. Station Driehuis-Westerveld is van 1996 tot 1998 nog bediend door Lovers Rail.

De stations Haarlem en Uitgeest waren al eerder geopend aan andere spoorlijnen.